# Lockheed WC-130
Il Lockheed WC-130 è un velivolo ad ala alta, media autonomia, utilizzato per missioni di analisi meteorologica dall'Aeronautica Militare degli Stati Uniti. Il velivolo è una versione modificata dell'aereo da trasporto C-130 Hercules, configurata con strumentazioni specializzate per l'analisi meteorologica, tra cui un sistema di spiegamento/ricezione e con equipaggio di meteorologi per volare all'interno di cicloni tropicali e tempeste di vento per ottenerne dati sul movimento, le dimensioni e l'intensità.
Il Servizio Meteorologico Aereo (AWS) ricevette il suo primo C-130 Hercules nel 1962 per condurre missioni di campionamento dell'aria, alla vigilia della ripresa di prove su armi aeree da parte dell'Unione Sovietica, nel settembre 1961.
L'Aeronautica Militare Statunitense stava in quel momento rimpiazzando la sua flotta di WB-50 per analisi atmosferiche con Boeing B-47 Stratojet, ma nel 1965 l'AWS aveva deciso che sarebbe stato meglio servito dal WC-130 nel ruolo di analisi meteorologica. Da quell'anno l'Air Force e l'Air Force Reserve utilizzarono un totale di 50 WC-130 in cinque varianti. Il WC-130J Weatherbird è l'attuale piattaforma per la raccolta di dati meteorologici per il 53º Weather Reconnaissance Squadron. Un ex velivolo da ricognizione meteorologica, H-model 65-0968, andò perduto il 2 maggio 2018 mentre era in servizio per la Guardia Aerea Nazionale di Puerto Rico, nel suo ultimo volo di navetta prima del suo ritiro. Due modelli WC-130B si schiantarono dopo che erano stati venduti a clienti internazionali e un altro WC-130B andò distrutto a causa di un uragano.

## Sviluppo
Nel 1954 l'Air Weather Service (AWS) rimpiazzò i suoi WB-29 Superfortezze come sua prima piattaforma di analisi del tempo, con una flotta di WB-50D dispiegati in sette squadroni. Tra il 1956 e il 1960 sei incidenti a WB-50 provocarono la perdita di un intero equipaggio e causarono la morte di 66 membri degli equipaggi; fatica dei materiali e altri problemi strutturali con il tipo portarono alla fine del servizio nel 1965. Il C-130 Hercules era desiderato dall'AWS come migliore alternativa ma limiti al budget impedirono l'adozione di nuovi velivoli per la missione. Al quartier generale dell'Aeronautica statunitense l'0analisi meteorologica aerea pareva un costoso lusso quando erano necessari tagli al budget o quando i fondi erano necessari per programmi costosi. Nel 1958 i suoi desideri di mettere in campo un’ampia forza di ICBM come deterrente ebbe l'esito della chiusura di due squadroni AWS, seguita da altre tre nel marzo 1960. I problemi con i WB-50, giunsero al limite nel maggio 1960 con perdite di carburante che lasciarono a terra l'intera flotta di 66 velivoli, e si accelerò il processo che prevedeva il completo abbandono dei velivoli entro il 1963. L'AWS combatté contro questa decisione comunque, e la proposta cancellazione permanente delle missioni di volo dell'AWS allarmò in tutto il mondo i comandanti operativi, compreso l'ammiraglio comandante del Comando del Pacifico. Il comandante dello Strategic Air Command, generale Thomas S. Power, raccomandò che i WB-50s fossero rimpiazzati dai B-47, che stavano per essere eliminati dal SAC, e quando il generale Curtis E. LeMay sostenne la proposta, modifiche dei 34 WB-47E nel 1963 per l'AWS furono approvate e programmata la riattivazione di tre squadroni di ricognizione per il 1962.
Nel frattempo la moratoria bilaterale con l'Unione Sovietica sui test di armi nucleari nell'atmosfera stava iniziando il suo terzo anno, quando fu suggerito che i programmi segreti di controlli a campione per il monitoraggio della moratoria, condotti da almeno cinque comandi USAF fossero riuniti sotto un unico capo e organizzazione. L'AWS esercitò pressioni per la missione e presentò un piano nel febbraio 1961 nominando sé stessa come unico capo. LeMay, ora il Capo di Stato Maggiore dell'Aeronautica degli Stati Uniti, approvò il piano il 31 agosto 1961; il giorno successivo l'Unione Sovietica riprese i test nucleari. I quartier generali dell'Aeronautica statunitense autorizzarono l'acquisto di cinque nuovi C-130B configurati da laboratorio per missioni di campionamento da consegnarsi nell'aprile 1962 quando l'AWS sarebbe diventato l'unico responsabile del campionamento. Questi divennero i primi aerei C-130 per missioni.
Dopo che i cinque C-130B erano diventati operativi con l'AWS, seguì nel 1965 la conversione di sei C-130E ma come piattaforme meteorologiche. Un sistema di sonde a caduta fu installato in tutti i C-130B e la designazione di tutte le varianti meteorologiche dei C-130 fu permanentemente mutata in "WC-130" il 25 agosto 1965. Tre WC-130A furono assegnati nel Sudest asiatico nel 1967 e altri 11 WC-130B furono aggiunti nel 1970 per sostituire i WB-47, che erano stati improvvisamente ritirati dal servizio nel settembre 1969. I WB-47 non erano mai stati popolari nel loro ruolo di campionamento meteorologico, prima di tutto poiché i loro elaboratori e sistemi di comunicazione Bendix-Friez non erano stati collaudati completamente e raramente funzionavano, ed erano lontani dall'optimum poiché era stato loro vietato, per motivi strutturali, dall'entrare nei cicloni tropicali. Il generale John D. Ryan, un ufficiale di carriera del SAC e comandante del PACAF nel 1967, fu molto critico sui WB-47 e chiese che fossero ritirati. Ma egli si ricredette quando dovette confrontarsi con l'esigenza di weather scouts (esploratori del tempo atmosferico) per le sue missioni in Vietnam del tipo Operazione Arc Light. Il primo dei 15 WC-130H fu convertito nel 1973 da comando di soccorso e velivolo di controllo (modificati essi stessi da C-130E). I periodi di utilizzo di queste varianti si sovrapposero quando furono utilizzati dagli squadroni 53º, 54º meteorologico, 55º meteorologico e 358º. I modelli -E e -H hanno avuto la maggior longevità in servizio, 28 e 32 anni rispettivamente. Dei sette squadroni originali meteorologici, quattro dei quali ricevettero a un certo punto i WC-130, solo il 53º WRS rimane attivo, ora assegnato allo Air Force Reserve Command (AFRC).
Il modello WC-130J, introdotto nel 1999, è l'attuale piattaforma meteorologica per il 53º WRS, parte del 403rd Wing dell'Air Force Reserve Command alla Base Keesler dell'Air Force, Mississippi. Molti dei WC-130 rimpiazzati nelle missioni meteorologiche furono successivamente redistribuiti, dopo le rimodifiche in altri AFRC e aerei per la Guardia Nazionale Aerea, utilizzati ancora nel loro ruolo originale o come aerei da addestramento, mentre altri sono stati venduti a Forze aeronautiche di altri Paesi.

## Missioni
Il WC-130 fornisce informazioni vitali sulle previsioni dei cicloni tropicali ed è il principale raccoglitore di dati sul tempo per il National Hurricane Center, integrato dal WP-3D Orion della National Oceanographic and Atmospheric Administration. Essi entrano nei cicloni tropicali e negli uragani ad altitudini che vanno dai 150 ai 3000 metri sulla superficie dell'oceano a seconda dell'intensità della tempesta. La funzione più importante di questi aerei di sorveglianza è raccogliere dati meteorologici di grande intensità e precisione all'interno dell'ambiente temporalesco. Ciò significa entrare nel centro dell'occhio dell'uragano. Queste informazioni vitali vengono istantaneamente correlate via satellite al Centro Nazionale Uragani per aiutare le previsioni sui movimenti e sull'intensità degli uragani.

## Varianti e storia operativa
Il Lockheed C-130 è stato utilizzato come aereo di sorveglianza meteorologica nei seguenti sotto-tipi:

### WC-130B (1962–1973)
Cinque nuovi C-130Bs configurati come laboratorio per il campionamento atmosferico furono consegnati al 55º Squadrone meteorologico presso la Base dell'Aeronautica Militare di McClellan in California, nel 1962. Dopo test operativi e valutazioni, tre furono distribuiti ai 54º, 56º e 57º WRS e il 55º utilizzò uno dei suoi rimanenti due alla Eielson Air Force Base, in Alaska. Nel 1965 tutti avevano sistemi di sonde a caduta installati alla Robins Air Force Base (WRAMA) e furono trasferiti al 53º WRS alla Ramey Air Force Base, Porto Rico, per l'impiego nelle missioni di caccia agli uragani. La prima di migliaia di tali missioni per lo specificatamente progettato WC-130 ebbe luogo il 27 agosto 1965 nell'occhio dellragano Betsy, il più distruttivo nella storia registrata a quel tempo.
Dopo l'Uragano Camilla nell'agosto 1969 e la simultanea chiusura del programma WB-47, furono assegnati fondi per finanziare il progetto Seek Cloud (Cerca Nuvola), un aggiornamento della capacità di riconoscimento di tempeste tropicali mediante un aumento delle piattaforme in C-130 e delle apparecchiature meteorologiche. 12 trasporti addizionali C-130B  furono ottenuti dalle Forze Aeree del Pacifico e modificati negli anni 1970–1971 con nuove apparecchiature. Uno fu presto trasferito all'Amministrazione Nazionale Oceanica e Atmosferica (NOAA) ma gli altri 11 entrarono nel servizio militare, tre al 54º per rimpiazzare i WC-130° e il resto al 53º, che aveva trasferito quattro dei suoi cinque modelli originali B ad altri squadroni, dopo aver ricevuto gli aggiornamenti Seek Cloud. Sforzi per sviluppare radar meteorologici con ricerca in avanti e di lato non ebbero successo. La seconda "infornata" di C-130B fu in servizio solo pochi anni prima che tutto fosse ripristinato e riassegnato alle forze di riserva.
I WC-130B furono dotati di quattro motori a turboelica Allison T56-A-7A di 4050 cavalli, avevano una velocità di crociera di 350 KTAS, un raggio di azione di 1200 miglia, con un carico "pagante" di 25000 libbre, e un tetto di servizio di 30000 piedi.

### WC-130E (1965–1993)
Nel 1965 la Air Force procurò sei varianti modello E per rimpiazzare sei WB-47Es nel 54° Weather Reconnaissance Squadron alla Andersen Air Force Base di Guam. Tre apparecchi veterani furono trasferiti dal Tactical Air Command (TAC) e tre ottenuti nuovi. Tutti furono modificati con sistema di sonde a caduta AMT-1 e assegnati al 54° WRS, dove rimasero fino al 1972. Da allora al 1987, quando essi erano assegnati permanentemente al 53° WRS, i modelli E venivano assegnati alle richieste operative di tutti gli squadroni di riconoscimento operativo meteorologico. Nel 1989 essi vennero aggiornati con l'Improved Weather Reconnaissance System ("I-Wars") utilizzando l'OMEGA Navigation System previamente installati sui modelli WC-130H e rimasti in regolare servizio operativo fino alla loro dismissione nel 1993.

### WC-130A (1967–1970)
Tre trasporti C-130A furono ottenuti dal TAC nel 1966 durante la Guerra del Vietnam per condurre l'Operazione Popeye, un'operazione di provocazione di pioggia nel Sudest asiatico. Agli inizi del 1967 essi furono modificati per un'ulteriore missione di analisi del tempo con l'installazione di sistemi di sonde a caduta AMT-1. Due erano posti per le doppie missioni su base rotazionale alla base aeronautica Udorn Royal Thai, in Tailandia, con una terza alla Anderson AFB per manutenzione e cambio di equipaggi. Le missioni furono compiute da equipaggi del 54° WRS e comprendevano scale di Meteorologia sinottica in tutte le zone del SEA. Tutti e tre furono riconvertiti nello standard C-130A nel 1971 dopo la loro sostituzione con modelli più aggiornati.

### WC-130H (1973–2005)

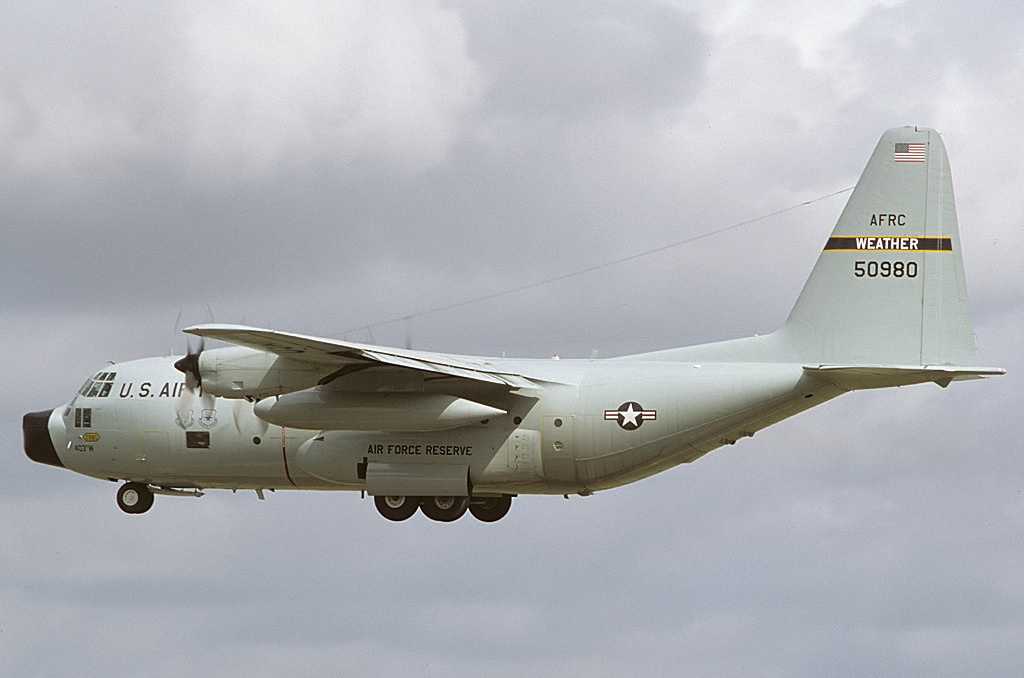
WC-130H Hercules in volo

Con il calo della partecipazione degli U.S.A. nella guerra del Sudest Asiatico, un numero ad autonomia estesa di controllori aerei HC-130H CROWN assegnato allo Air Rescue Service (un'agenzia "sorella" dello Air Weather Service nel Military Airlift Command) divenne eccessivo a causa delle riduzioni del budget. Con l'Uragano Camilla ancora fresco nelle menti del Congresso e la memoria delle missioni di volo AWS ancora forti nei Quartier Generali MAC, lAWS propose ai Quartier generali dell'aeronautica nel marzo 1972 che i suoi 16 WC-130B fossero rimpiazzati da un analogo numero di HC-130H disponibili. La richiesta fu approvata nel dicembre 1972 ma modificata un mese dopo. All'AWS fu ordinato di tenersi tre dei B e poteva rinunciare agli altri 13 in cambio di 11 HC-130H. $4.5 milioni furono messi budget del WRAMA per trasferire le apparecchiature Seek Cloud dai B ai nuovi H, e lo scambio ebbe luogo tra giugno 1973 e luglio 1974. Quattro HC-130H aggiuntivi furono convertiti nel 1975.
Un totale di 15 HC-130H di soccorso Hercules furono infine modificati con apparecchiature Seek Cloud e denominati WC-130H, rimpiazzando tutti i 16 WC-130B in squadroni di analisi meteorologica. Il WC-130H era equipaggiato con i motori a turbina più potenti Allison T56-A-15 da 4910 cavalli e che avevano serbatoi di carburante montati sulle ali che fornivano 10300 litri aggiuntivi aumentando il raggio di azione alla velocità massima di crociera a 2250 miglia nautiche.
Un contratto fu assegnato alla Tracor Aerospace il 29 settembre 1987 per costruire e installare 20 IWRS ma due giorni dopo il 54º WRS fu inattivato, lasciando solo dieci WC-130 in servizio, con il 53° WRS e tre nell'Air Force Reserve. Anche così, il sistema IWRS divenne operativo nei WC-130H nel 1988 e rimase un equipaggiamento standard.
L'analisi del tempo atmosferico continuò a venire ridotta fino a quando l'AWS finalmente si sbarazzò delle sue missioni di volo nel 1991, disattivando il 53º WRS e trasferendo sia la missione che i suoi pochi velivoli rimasti all'Air Force Reserve Command (AFRC).
Ma la devastazione provocata dall'Uragano Andrew nel 1992 dimostrò ancora una volta la necessità di una "caccia agli uragani" (hurricane hunting) e un equipaggiamento allo stato dell'arte per realizzarlo, e il 53° fu resuscitato come un'unità a tempo pieno di AFRC nel 1993. I WC-130 vi furono ritrasferiti ma gli H-models mostravano la loro età e tra il 1999 e il 2005 furono tutti sostituiti dalla nuova, tecnologicamente avanzata, variante J.

### WC-130J (1999–attuale)

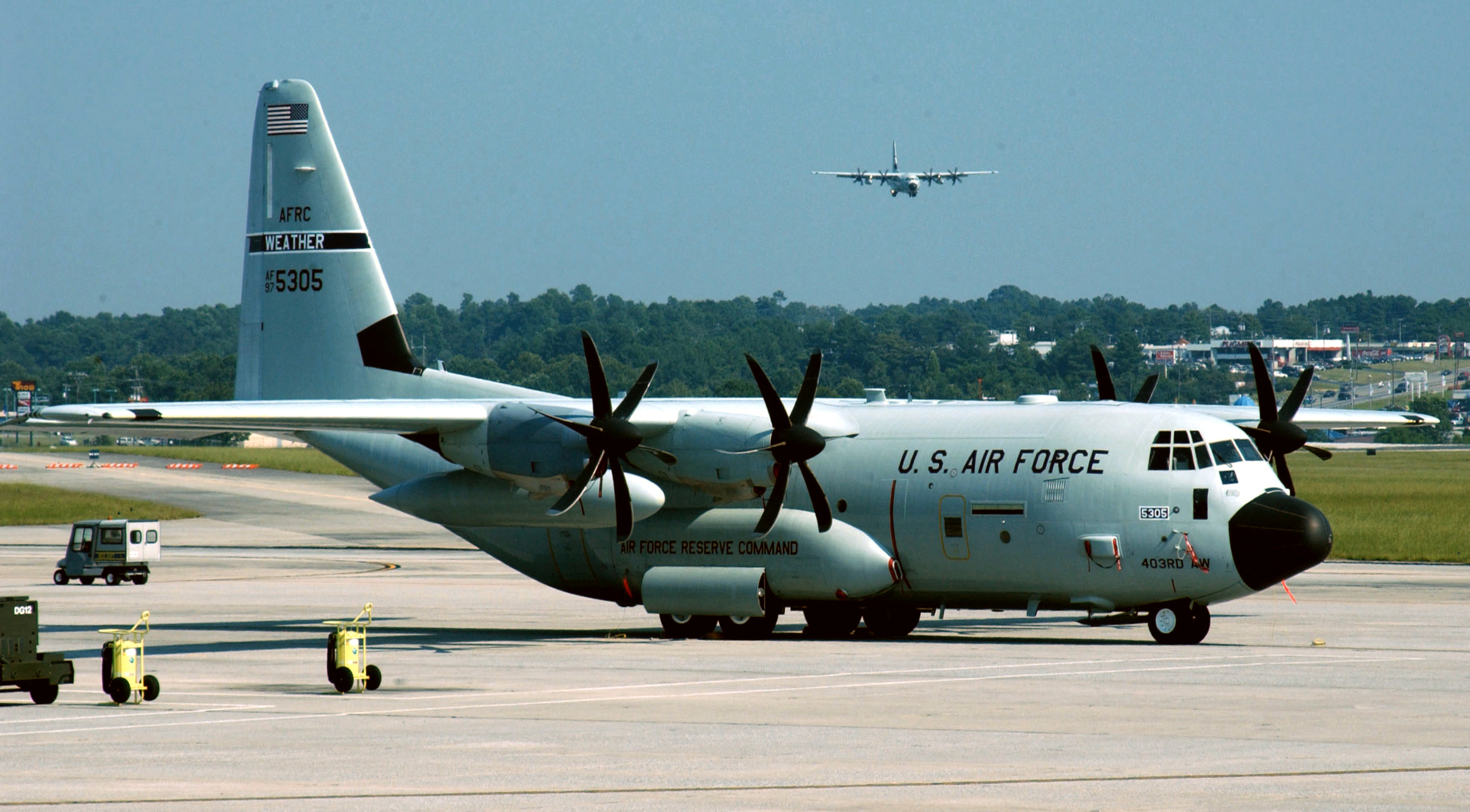
WC-130J sulla rampa alla Dobbins Air Reserve Base durante l'Uragano Katrina nel 2005.Un secondo WC-130J sullo sfondo sta atterrando. Il 53° WRS fu spostato a causa dei gravi danni subiti durante un uragano alla sua base del Keesler AFB, Mississippi.

Il WC-130J fu la prima variante ottenuta nuova di fabbrica dal 1965. Dieci furono procurate e assegnate al 53° WRS, ora la sola unità di analisi del tempo nel Dipartimento della Difesa. Il nuovo modello incontrò problemi iniziali che ritardarono la sua capacità operativa iniziale fin proprio a prima della stagione degli uragani atlantici del 2005. La conversione del Lockheed Martin C-130J Super Hercules migliorò notevolmente la sua capacità e sicurezza di penetrazione nei cicloni tropicali nelle missioni critiche.
Il WC-130J ha un equipaggio minimo di cinque persone: pilota/comandante, copilota, ufficiale al sistema di combattimento, ufficiale al monitoraggio del tempo atmosferico e responsabile del carico di apparecchiature di controllo del tempo atmosferico. Il 53° WRS richiede venti membri dell'equipaggio (dieci a tempo pieno e dieci a tempo parziale) per soddisfare con le sue possibilità le necessità di sostegno del Piano delle Operazioni del National Hurricane, di cinque interventi al giorno da Keesler AFB e due da località dislocate.
Gli strumenti per i dati del tempo e i sistemi di rilascio e di registrazione delle sonde a caduta sono montati nel velivolo su pallet mobili alla parte anteriore del compartimento di carico, fornendo al velivolo anche una capacità standard per missioni di carico.
Il velivolo non è equipaggiato per il rifornimento in volo, ma con serbatoi ausiliari montati sotto le ali è in grado di stare in volo per 18 ore ad una velocità di crociera ottimale di 480 km/h. Una missione media di monitoraggio del tempo dura 11 ore e copre una distanza di circa 5600 km. L'equipaggio raccoglie e riporta dati sul tempo atmosferico ogni minuto.
L'ufficiale al monitoraggio del tempo atmosferico aziona l'apparecchiatura computerizzata di controllo del tempo atmosferico, genera le misurazioni dei "dati orizzontali" (note anche come "Recco"), e funge da direttore del volo all'interno dell'ambiente dell'uragano. Egli valuta anche altre condizioni meteorologiche quali turbolenze, formazione di ghiaccio, visibilità, tipi e quantità di nuvole e i venti sulla superficie dell'oceano.
L'ARWO usa le apparecchiature per determinare il centro dello stormo e analizzare le condizioni atmosferiche quali pressione, temperatura, punto di rugiada e velocità del vento per creare un Vortex Data Message da inviare al National Hurricane Center.
Un componente critico dell'apparecchiatura di misura del tempo atmosferico a bordo del WC-130J è il Sistema di valutazione del vento GPS di Sonde a caduta, uno strumento a forma cilindrica lungo circa 41 cm e di diametro di 8,9 cm, pesante approssimativamente 1,1 kg.
La sonda a caduta è equipaggiata con una ricetrasmittente radio e altri dispositivi sensibili ed è lasciata cadere dal velivolo sulla superficie del mare. Mentre lo strumento scende sulla superficie del mare, misura e trasmette all'aereo il profilo verticale atmosferico di temperatura, umidità e pressione barometrica e i dati sul vento. La caduta della sonda è stabilizzata da un piccolo paracadute. Attraverso l'utilizzo dell'Advanced Vertical Atmospheric Profiling System (AVAPS), il sistema Operante di Sonde a caduta genera i "dati verticali" (noti anche come "Drops") necessari all'NHC, ricevendo, analizzando e codificando i dati per la trasmissione via satellite.
Tra maggio 2007 e febbraio 2008, tutti i dieci WC-130J furono equipaggiati con lo Stepped-Frequency Microwave Radiometer (SFMR o "Smurf"), che misura continuamente i venti in superficie e l'intensità della pioggia sotto il velivolo, montato in una cupola sull'ala destra, fuoribordo del motore numero quattro.
Il WC-130J fornisce dati vitali alla previsione dei cicloni tropicali. Il WC-130J usualmente penetra negli uragani a un'altitudine di circa 3000 metri s.l.m. per raccogliere dati meteorologici nel vortice, od occhio, del ciclone. Il velivolo normalmente vola in un raggio di circa 160 km dal vortice per raccogliere dati dettagliati sulla struttura del ciclone tropicale.
Le informazioni raccolte rendono possibili avvisi in anticipo sul verificarsi degli uragani e aumenta la precisione delle previsioni sugli uragani fino al 30%. I dati raccolti sono direttamente inviati al National Hurricane Center, a Miami, Fla., un'agenzia meteorologica del Dipartimento del Commercio che traccia gli uragani e fornisce un servizio di allarme nella zona dell'Atlantico.

## Incidenti
- Swan 38 – Il 12 ottobre 1974, un recentemente modificato WC-130H (65-0965)[21] assegnato al 54° Weather Reconnaissance Squadron dell'Aeronautica degli Stati Uniti e i suoi sei membri dell'equipaggio scomparvero durante il Tifone Bess del 1974. Nessuna traccia del velivolo o del suo equipaggio è mai stata trovata.

## Specifiche del WC-130J - Weatherbird
Caratteristiche generali
•	Equipaggio: 5 (comandante, pilota, ufficiale dei sistemi di combattimento, ufficiale meteorologo e operatore della sonda a caduta)

•	Lunghezza: 29,79 m

•	Apertura alare: 40,41 m

•	Altezza: 11,84 m

•	Area alare: 162,1 m2

•	Profilo alare root: NACA 64A318; tip: NACA 64A412[8]

•	Peso massimo al decollo: 70307 kg

•	Motori: 4 × Rolls-Royce AE 2100D3 turboprop, 3458 kW cadauno

•	Eliche: 6-bladed Dowty R391 velocità-costante; eliche a passo variabile
 
•	Prestazioni:

•	Velocità massima: 670 km/h a 6706 m di altezza s.l.m.

•	Autonomia: 3000 km con 15.876 kg di carico pagante

•	Altezza massima di volo: 8500 m con 19051 kg di carico pagante